# Justin Amash
Justin Amash (18 de abril de 1980) es un abogado y político estadounidense de ascendencia palestina y siria. Desde 2011, ha sido el representante por el 3.er distrito congresional de Míchigan en el Congreso de los Estados Unidos. Fue miembro del Partido Republicano hasta julio de 2019.
Amash fue elegido como congresista en las elecciones de 2010. Anteriormente había sido miembro de la Cámara de Representantes del Estado de Míchigan en representación del Distrito 72, el cual consistía de la ciudad de Kentwood y las localidades de Caledonia, Cascade y Gaines. A sus 30 años, Amash asumió el cargo como segundo congresista más joven de los Estados Unidos, por detrás de Aaron Schock de Illinois. En 2013, Amash era el sexto congresista más joven de los Estados Unidos. Es el presidente del Liberty Caucus de la Cámara de Representantes.

## Biografía
Amash nació en Grand Rapids, Míchigan y fue criado en Kentwood. Su familia es de ascendencia árabe palestina y siria. Su padre es palestino, y su familia emigró a los Estados Unidos en 1956 con la ayuda de un pastor cristiano. Amash estudió en la Escuela Cristiana de Kellogsville en Kellogsville y se graduó con honores de la Escuela Secundaria de Grand Rapids. Obtuvo una licenciatura en economía magna cum laude de la Universidad de Míchigan y en 2005 obtuvo su J.D. de la Escuela de Derecho de la misma institución. Amash se considera un admirador de Friederich Hayek y Frédéric Bastiat. Está casado y tiene tres hijos. Es miembro de la Iglesia ortodoxa de Antioquía.

## Carrera en el sector privado e inicios en la política
Luego de graduarse de la Universidad de Míchigan, Amash trabajó como consultor para la empresa de herramientas de su familia. Antes de ser elegido a la Cámara de Representantes de Míchigan en 2008, trabajó durante un año como abogado corporativo.
Amash se postuló al congreso estatal en 2008 por el 72.o distrito de Míchigan. Durante ese tiempo, donó dinero a las campañas del congresista Ron Paul y John McCain. En las primarias del partido republicano, ganó la elección con un 42% del voto contra cinco otros postulantes, venciendo a Ken Yoker por 723 votos, un margen del 6.3%. Glenn D. Stein, Jr., quien era el representante del distrito en ese entonces, no se postuló a la reelección debido al límite de mandatos. En la elección general, Amash venció al candidato demócrata Albert Abbasse 61% a 31%.
Durante su primer mandato en el congreso estatal, Amash propuso cinco resoluciones y 12 leyes, pero ninguna pasó por la cámara controlada por los demócratas. Utilizó su página de Facebook para explicar sus votos y el razonamiento usado en cada uno de ellos. Amash se destacó por tener un excelente récord de asistencia.

## Campañas al Congreso a nivel federal
En su edición del 25 de octubre de 2010, Amash fue incluido por la Revista Time en su lista "40 under 40 - Rising Starts of U.S. Politics" (en español, "40 menores de 40, Estrellas en Ascenso en la Política Estadounidense". A sus 30 años, Amash era el candidato más joven para un curul a nivel federal en los Estados Unidos en la lista de nuevos líderes cívicos.
El 3 de agosto de 2010, Amash ganó la primaria del partido republicano entre cinco candidatos para el curul que dejaba el republicano Vern Ehlers con más del 40% de los votos. Amash era uno de los candidatos favoritos del Tea Party, habiendo sido respaldado por el iCaucus. También obtuvo el respaldo del Club for Growth, el congresista Ron Paul, y FreedomWorks PAC durante su campaña en la elección primaria.
En la elección general, Amash hizo campaña con una plataforma conservadora. Derrotó al demócrata Patrick Miles, Jr. 60%-37% en 2010, y actualmente es el representante del 3.
 En 2012 fue reelegido a su curul, derrotando a Steve Pestka 53%-44%.

## Carrera como congresista
Las posiciones de Amash son marcadamente al favor del libre mercado y mínima regulación gubernamental. Es un importante promotor de la libertad económica y considera que los "rescates" del gobierno son métodos inefectivos para energizar la economía. También apoya el establecimiento de una tasa impositiva única, a diferencia de las actuales exenciones fiscales y subsidios. Amash se opone a la planeación central, la cual considera contribuye al desempleo, la inflación y ciclos de negocios peligrosos. Amash fue uno de cuatro republicanos que se uniero a 161 demócratas en oposición a una enmienda constitucional que hubiese requerido un presupuesto federal balanceado todos los años. Amash propone una reducción del gasto militar estadounidense para ayudar a balancear el presupuesto. Considera que existe un nivel de despilfarro considerable en los gastos militares del Departamento de Defensa. También cree que los seguros médicos no deben ser obligatorios, y apoya reformas de libre mercado en el sector salud que incluyen competencia entre compañías aseguradoras en diferentes estados y un mayor acceso a cuentas de ahorro de salud. Considera que Obamacare es un abuso de poder por parte del gobierno federal y apoya los esfuerzos para revocar la ley.
Considera que solo el Congreso de los Estados Unidoscongreso tiene el poder para hacer una declaración de guerra. Apoya la creación de un Estado Palestino para la solución del conflicto israleí-palestino. Se opone a las restricciones a la posesión de armas de fuego, indicando que son una violación a la Segunda Enmienda. Cree que las escuelas deben ser administradas localmente. Considera que el gobierno federal está expandiendo sus poderes en forma inapropiada utilizando las cláusulas de Bienestar General, Comercio o Necesaria y Adecuada.
Amash propone una intervención federal más reducida en temas relacionados con energía. Quiere eliminar los subsidios gubernamentales para la producción de energía y reducir la regulación en general. Cree que no existe ninguna forma de producción de energía que deba ser favorecida en forma especial o restringida. Además, Amash propone minimizar las regulaciones federales medioambientales. Votó en contra de la Ley de Prevención del Impuesto Energético de 2011, la cual hubiese evitado que la EPA grave las emisiones de gases invernadero.
Tiene un excelente récord de asistencia: hasta mayo de 2013 no se había faltado a ninguna sesión de votación en el congreso. El 3 de diciembre de 2012 fue expulsado del Comité del Presupuesto. Es miembro del Liberty Caucus.
Amash es un opositor del aborto y se opone al uso de fondos federales para el mismo. Apoya la revocación de la Ley de Defensa del Matrimonio; según expresó en su cuenta de Twitter, la "verdadera amenaza" al matrimonio tradicional y las libertades religiosa era el gobierno, no las parejas del mismo sexo. Aunque Amash se opone al aborto, votó simplemente como "presente" en lugar de "sí" o "no" por una ley de 2011 que hubiese quitado el financiamiento federal para la Planificación familiar. Su explicación fue que "una legislación que está dirigida a quitar el financiamiento a una organización privada en particular (en lugar de todas las organizaciones que se dedican a esa actividad en particular) es inapropiada y probablemente anticonstitucional". Cuando New York Times le pidió que explique su forma de votar en las diferentes propuestas legislativas en el congreso, el respondió "Yo sigo una serie de prinicipos, sigo a la Constitución. Y en eso es en lo que baso mis votos. Gobierno limitado, libertad económica y libertad individual".
En 2012 dio su apoyo a Ron Paul en su campaña a la presidencia. El hermano de Paul, David, era un pastor en el distrito de Amash y lo apoyó, diciendo que el congresista de Míchigan tenía mucho en común con Ron Paul. Algunos republicanos en el congreso han acusado a Amash de pavonearse en relación con su apoyo a Ron Paul. Ese mismo año, se opuso, junto a 104 demócratas y 16 republicanos a la autorización del NDAA de ese año. Amash la llamó "una de las leyes más contrarias a la libertad de los últimos tiempos". Amash introdujo, junto a otros congresistas, una enmienda al NDAA que prohibiría en forma indefinida las detenciones militares y los juicios militares para que todos los sospechosos de terrorismo en Estados Unidos sean procesados en cortes civiles. Expresó su preocupación de que los individuos que habían sido acusados de terrorismo sean encarcelados por largos periodos de tiempo sin que se presenten cargos en su contra de manera formal o sean llevados a juicio.